# Mosè (Perosi)
Mosè (Moisès) és un oratori o un poema simfònic vocal amb un pròleg i tres parts per a solistes, cor, veus blanques, instruments fora de l'escenari i l'orquestra, compost per Lorenzo Perosi sobre un text d'Agostino Cameroni i Pietro Croci, basat en l'Èxode. S'estrenà l'11 de novembre de 1901 al Salone Perosi de Milà dirigit per Arturo Toscanini.

## Moviments
- I. Pròleg: Mosè tra i pastori Madianiti
- II. Primera part: Il roveto ardente
- III. Segona part: L'esodo
- IV. Tercera part: Il passaggio del Mar Rosso

## Personatges
- Raguele (baix)
- Sephora (soprano)
- Mosè (baríton)
- La voce di Jehova (baix)
- Faraone (baríton)
- Aronne (tenor)
- Il capofamiglia (tenor)
- Maria (soprano)

## Enregistraments
Existeix una gravació en directe al Festival Perosiana, Tortona, Itàlia, el 22 d'octubre de 1998, sota la direcció d'Arturo Sacchetti.